# Lijst van voetbalinterlands Curaçao - Honduras
Deze lijst van voetbalinterlands is een overzicht van alle officiële voetbalwedstrijden tussen de nationale teams van Curaçao en Honduras. De landen speelden tot op heden vier keer tegen elkaar. De eerste ontmoeting was een groepswedstrijd tijdens de CONCACAF Gold Cup 2019, op 21 juni 2019 in Houston (Verenigde Staten). De laatste ontmoeting, een groepswedstrijd tijdens de CONCACAF Gold Cup 2025, vond plaats op 24 juni 2025 in San Jose (Verenigde Staten).

## Wedstrijden
| № | Plaats         | Datum        | Competitie                      | Wedstrijd          | Uitslag |
| - | -------------- | ------------ | ------------------------------- | ------------------ | ------- |
| 1 | Houston        | 21 juni 2019 | CONCACAF Gold Cup 2019          | Honduras – Curaçao | 0 – 1   |
| 2 | Willemstad     | 3 juni 2022  | CONCACAF Nations League 2022/23 | Curaçao – Honduras | 0 – 1   |
| 3 | San Pedro Sula | 6 juni 2022  | CONCACAF Nations League 2022/23 | Honduras – Curaçao | 1 – 2   |
| 4 | San Jose       | 24 juni 2025 | CONCACAF Gold Cup 2025          | Honduras – Curaçao | 2 – 1   |

## Samenvatting
| Competitie              | Totaal gespeeld | Winst Curaçao | Gelijk | Winst Honduras | Doelsaldo Curaçao – Honduras |
| ----------------------- | --------------- | ------------- | ------ | -------------- | ---------------------------- |
| CONCACAF Gold Cup       | 2               | 1             | 0      | 1              | 2 − 2                        |
| CONCACAF Nations League | 2               | 1             | 0      | 1              | 2 − 2                        |
| Totaal                  | 4               | 2             | 0      | 2              | 4 − 4                        |

Wedstrijden bepaald door strafschoppen worden, in lijn met de FIFA, als een gelijkspel gerekend.